# Stephen Typaldos
Stephen Philip Typaldos (* 25. März 1957 in Pasadena; † 5. April 2006 in Bangor) war ein US-amerikanischer Arzt und Osteopath und Begründer des Fasziendistorsionsmodells.

## Leben
Typaldos besuchte von 1982 bis 1986 die University of Health Sciences College of Osteopathic Medicine (UHS-COM) in Kansas City (Missouri), wo er im Mai 1986 mit dem Doctor of Osteopathy abschloss. Seine ersten klinischen Erfahrungen sammelte er in Krankenhäusern in Ohio und Maryland, bevor er 1991 mit seiner Familie nach Yuba City, Kalifornien, zog. Dort entwickelte er anhand der Beschwerdegestik einer Patientin mit Nackenbeschwerden die Idee des „Triggerbandes“.
Später erkannte Typaldos anhand der verbalen Beschreibungen und der Beschwerdegestik weitere Muster und benannte sie, wie den „Hernierten Triggerpunkt“. Anfang 1992 erfolgte die Beschreibung der „Kontinuumdistorsion“. Im März 1992 referierte er zum ersten Mal über seine Entdeckungen. Er nannte es anfänglich Fascial Continuum Model.
Von 1992 bis 1996 arbeitete Typaldos in einer Notfallambulanz in Fort Worth, Texas, und entwickelte hier weitere wiederkehrende Muster bei Patienten in Beschwerdeausprägung, subjektiven Beschreibungen und Beschwerdegestik. Im Frühjahr 1994 veröffentlichte er seinen ersten Artikel im The AAO Journal zum Fasziendistorsionsmodell. Es folgten zwei Artikel zur Triggerbandtechnik und zur Kontinuumtechnik. Ab 1995 wurden seine Artikel auch im Journal des britischen Osteopathie Verbandes publiziert.
1997 veröffentlichte Typaldos seine Ideen in Buchform im Eigenverlag. Er nannte seine medizinischen Betrachtungen Orthopathic Medicine, als eine Verbindung von Orthopädie und Osteopathie. Aufgrund der großen Nachfrage folgte 1998 eine zweite und 1999 eine dritte überarbeitete und erweiterte Auflage. Diese wurde auch in deutscher Übersetzung herausgegeben. 2002 folgte eine vierte neu verfasste Auflage. In dieser deutlich erweiterten Ausgabe nahm Typaldos Bezug mit seinem medizinischen Konzept, welches er mittlerweile Fasziendistorsionsmodell nannte, auf kardiologische, internistische und neurologische Erkrankungen.
1996 eröffnete Typaldos in Bangor eine Praxis für orthopathische Medizin. 1997 fand das erste Seminar zum Fasziendistorsionsmodell in Wien statt. Es folgten Seminare in den USA, Frankreich und Portugal. Im Jahr 2000 fand in Bangor ein erstes internationales FDM-Symposium statt. 2005 folgte das zweite internationale Treffen in Anchorage, wo Typaldos zwei seiner Schüler als FDM-Instruktoren zertifizierte: Den österreichischen Arzt Georg Harrer und den Japaner Keisuke Tanaka.
Am 28. März 2006 erlitt Stephen Typaldos einen Herzinfarkt, an dem er am 5. April 2006, nur wenige Tage nach seinem 49. Geburtstag, verstarb.

## Veröffentlichungen
- Orthopathic Medicine – The unification of Orthopedics with Osteopathy Through the Fascial Distortion Model. 1997.
- Orthopathische Medizin – Die Verbindung von Orthopädie und Osteopathie durch das Fasziendistorsionsmodell. 1999. (Übersetzung: Gudrun Meddeb), Kötzting, Verlag für ganzheitliche Medizin Dr. Erich Wühr GmbH
- FDM – Clinical an Theoratical Application of the Fascial Distortion Model Within the Practice of Medicin and Surgery. Typaldos Publishing Co., 2002, ISBN 0-9659641-3-2.